# Robin Hood: Mischief in Sherwood
Robin Hood: Mischief en Sherwood es una adaptación animada de la historia del forajido Robin Hood. Está hecho por Method Animation y DQ Entertainment.

## Emisión
En Canadá, se emite en BBC Kids, en los Estados Unidos, se emite en Discovery Family. En el Reino Unido se emite en Pop. En Latinoamérica se emite en Nat Geo Kids. En Brasil, se emite en Gloob.

## Personajes
- Robin Hood (voz de Tom Wayland) es el protagonista. Robin es un despreocupado, valiente, generoso y chico adolescente amable. Tiene un buen sentido del humor y ayuda a Nottingham para solucionar los problemas. Hijo del Conde de Locksley, hay muy poca información de su pasado. Sus amigos son Pequeño Juan, Tuck, Scarlett y Marian.
- Ralf y Rolf (voces de Marc Thompson y Billy Bob Thompson ). Son los hijos de Sheriff. A menudo son egoístas y groseros; suelen conseguir problemas cuando persiguen a Robin y sus amigos. A menudo vistos con su perro guardián mascota, Flynn.
- Tuck (voz de Eli James), basado en el Fraile Tuck. Es amigo de Robin Hood, ayuda junto al Pequeño Juan a  arruinar todos los planes de príncipe Juan. Le gusta comer y se comporta de manera torpe.
- Pequeño Juan (voz de Jake Paque) Es amigo de Robin Hood, junto con Tuck ayuda a Robin Hood en arruinar todos los planes de príncipe Juan.
- Príncipe Juan (voz de David Nelson) Es el antagonista principal del serie. Muestra actitudes de arrogancia y egoísmo, además de su codicia.
- El Sheriff de Nottingham (voz de David Voluntades) basado en el Sheriff de Nottingham. El Sheriff dirige los guardias.

- Marian (voz de Sarah Natochenny) basada en la princesa Marian. Marian es la espía del príncipe de castillo del Príncipe Juan. Ayuda e informa a Robin Hood y sus amigos, utilizando un libro de hechizos, pero a veces falla. Marian está enamorada de Robin Hood.
- Scarlett (voz de Eileen Stevens) basada en Will Scarlet. Scarlett es la dama de compañía de Marian y es la prima de Robin Hood; junto con Marian, Tuck y el Pequeño Juan ayudan a Robin Hood en arruinar todos los planes del Príncipe Juan. Scarlett es valiente y astuta.
- El rey Ricardo es el hermano mayor del príncipe Juan, poco se ha sabido de él pero se ha mencionado que está en la guerra; además, hay un cuadro de él en el salón del príncipe Juan.

## Episodios
Temporada 1
- 1. La Conquista de Sherwood
- 2. Lecciones Reales
- 3. El Hipnotizador
- 4. El Charlatan
- 5. El Otro Robin
- 6. El Tesoro del hombre
- 7.El Maestro de Títere
- 8. La Espada del Rey
- 9. Baby Hood
- 10. El Caballo de Lubin
- 11. Manhunt
- 12. tiempos cambian
- 13. Flecha Mágica
- 14. Botella De la Suerte
- 15. Granizo de Piedras
- 16. Estatua Del Príncipe
- 17. Biter Mordió
- 18. Oro Invisible
- 19. vuelo príncipesco
- 20. Un Sheriff inigualable
- 21. La Despensa
- 22.  El Rescate
- 23. Atrapado En El Pueblo
- 24. El Castillo Mordaz
- 25. Correo de palomo
- 26.  Tuck Hood
- 27.  Espejo Marian
- 28. El Sherwood Hombre lobo
- 29. El Príncipe Juan
- 30. El agua del Príncipe
- 31. En persecución de Flynn
- 32. Un Bastante Curso
- 33. Trabajo de equipo
- 34. Musical Mish-Mash
- 35. El Mejor de los Enemigos
- 36. El Aprendiz de Robin
- 37. Apostando la Culpa
- 38. El Juego Grande
- 39. El Bueno, el Malo y el Feo
- 40. La Batalla de Robin Hood
- 41. John el juego del Niño
- 42. De Héroe
- 43. El Alquimista
- 44. El Jardín Secreto
- 45. La Bruja
- 46.  Un Chiste Demasiado
- 47. Damsel En Aflicción
- 48. John el Héroe
- 49. El partido del Príncipe
- 50.  La Letra
- 51. Una vez A Un Tiempo En Sherwood - Parte 1
- 52. Una vez A Un Tiempo En Sherwood - Parte 2

Temporada 2
- 1. Robin y el Rey - Parte 1
- 2. Robin y el Rey - Parte 2
- 3. La búsqueda del libro de hechizos
- 4. Un nuevo recluta
- 5. Cuando Isabelle interrumpe
- 6. Un cumpleaños muy sorprendente
- 7. Ricardo durmiente
- 8. Mi dragón de peluche
- 9. La guacamaya de la discordia
- 10. El hombre de la máscara de arcilla
- 11. El puente de Robin
- 12. El huevo del dragón
- 13. Diversión flautil
- 14. Un rey de más
- 15. Tuck, el valiente
- 16. La carreta fantasma
- 17. ¡Ese ladrón, Robin!
- 18. Un héroe llamado Pequeño Juan
- 19. El mal olor del desastre
- 20. El oro de las bestias
- 21. La copa de la discordia
- 22. Marian evanescente
- 23. Atrapado en el bosque
- 24. Sheriff Robin
- 25. ¡Sherwood en llamas!
- 26. Ladrones invisibles
- 27. Un noble caballero con corazón de piedra
- 28. Robín, el noble caballero
- 29. Un regalo real
- 30. Flynn, el fiel
- 31. De buena voluntad
- 32. El astrólogo
- 33. Rivales
- 34. Scarlett y el diamante
- 35. Tumulto en el túmulo
- 36. ¡Marián manda!
- 37. Un truco sucio
- 38. Blaise, el fortachón
- 39. ¡Qué familia!
- 40. Robin sin fin
- 41. El regreso de la diva Nightingale
- 42. Extrañas damiselas
- 43. Sherwood sin explorar
- 44. La piedra del dragón
- 45. Un paseo amistoso
- 46. Derke en una caja
- 47. El rey y la gallina
- 48. Los invasores
- 49. Quemando con entusiasmo
- 50. El mayordomo
- 51. El libro de Merlín - Parte 1
- 52. El libro de Merlín - Parte 2

Hay 26 capítulos en la primera y segunda temporada. Que está dividida en dos episodios de quince minutos.